# 309

## Събития
- Шапур II става крал на Сасанидското царство

## Починали
- 17 август – Евсевий, римски папа